# Autobahn (album)
Autobahn (în germană: autostradă) este un album Kraftwerk, lansat în 1974. Melodia de 22 minute ce dă și titlul albumului, a intrat în multe topuri muzicale din Europa, incluzând #11 în Marea Britanie. Acest succes comercial a venit după ce trupa lansase 3 albume pur experimentale și instrumentale.
Autobahn nu este un album electronic complet, dat fiind faptul că vioara, flautul și chitara sunt folosite împreună cu sintetizatoarele. În afară de piesa Autobahn, toate celelalte sunt total instrumentale.
Pentru acest album au fost folosite și dobele electronice, instrument confecționat de Florian Schneider, un împătimit al dispozitivelor de acest gen.
Toboșarul Klaus Roder nu a fost în trupă pentru multă vreme, el părăsind-o înainte ca Kraftwerk să termine sesiunile finale ale albumului.
Fața lui Wolfgang Flur apare pe spatele copertei albumului (imprimată pe corpul lui Emil Schult) în ultimul minut când s-a decis să rămână în trupă ca membru permanent. Pentru re-lansarea din 1985 imaginea de pe spatele copertei a fost complet schimbată și s-a folosit o imagine din timpul turneului Autobahn din 1975, arătându-i pe Hutter, Schneider, Flur și noul percuționist Karl Bartos pe scena performând live.
Presa din Coreea de Sud a hotărât să elimine Mercedesul negru de pe coperta albumului, când acesta a fost lansat la ei în țară.

## Lista melodii
1. Autobahn / Autostrada - 22:42
2. Kometenmelodie 1 / Melodie-Cometa 1 - 06:26
3. Kometenmelodie 2 / Melodie-Cometa 2 - 05:48
4. Mitternacht / Miezul Nopții - 03:43
5. Morgenspaziergang / Plimbare De Dimineață - 04:04.